# Iain Vallance
Iain David Thomas Vallance, baron Vallance de Tummel, (né le 20 mai 1943) est un homme d'affaires britannique et un membre libéral démocrate à la retraite de la Chambre des lords.

## Biographie
Vallance fait ses études à la Edinburgh Academy, au Dulwich College, à Londres et à la Glasgow Academy. En 1965, il est diplômé du Brasenose College d'Oxford avec un baccalauréat ès arts en langue et littérature anglaises, et en 1972 à la London Business School avec une maîtrise ès sciences en administration des affaires.
Vallance travaille à la Poste de 1966 à 1981, comme directeur des finances centrales de 1976 à 1978, comme directeur des finances des télécommunications de 1978 à 1979 et comme directeur du département des matériaux de 1979 à 1981.
En 1981, il passe au British Telecom bientôt privatisé, pour lequel il travaille jusqu'en 2002. Après une période dans la finance, Vallance devient chef des opérations en 1985 et Directeur général de 1986 à 1995, et président de 1987 jusqu'à ce que, de nombreux investisseurs appelant à sa démission, il quitte son poste de président en 2001, et est finalement président émérite de 2001 à 2002. En 1999, il prononce un discours devant la Telecoms Managers Association, ce qui lui a valu d'être appelé l'homme de la sucette .
En 1995, Vallance est membre du comité Greenbury qui produit un rapport, connu sous le nom de rapport Greenbury, sur la rémunération des dirigeants. Le rapport est officiellement commandé à la demande de la CBI, bien que dans ses mémoires, Michael Heseltine affirme qu'il a personnellement incité à la formation du comité.
La nomination de Vallance au comité est intervenue malgré une controverse de grande envergure sur sa propre rémunération chez BT.
Depuis 2003, il est membre du conseil de surveillance de Siemens.
Il est fait Knight Bachelor en 1994 et est créé pair de vie avec le titre baron Vallance de Tummel, de Tummel à Perth et Kinross le 22 juin 2004. Il se retire le 13 janvier 2020.
Vallance reçoit également un doctorat honorifique de l'Université Heriot-Watt en 1995.
Il épouse Elizabeth Mary McGonnigill en 1967; ils ont une fille et un fils. Lady Vallance est décédée en 2020.